# Zubanec
Zubanec (903 m) – szczyt na południowo-zachodnim krańcu Gór Czerchowskich w Słowacji. Znajduje się w 5 wierzchołkowym masywie w południowo-zachodnim grzbiecie odgałęziającym się od bezimiennego i niewybitnego szczytu między Minčolem i Lazami. W południowym kierunku Zubanec przechodzi w wapienne wzniesienie Zámok, na którym znajdują się ruiny Zamku Kamenica (Kamenický hrad).
Masyw Zubanca jest dobrze wyodrębniony. Od sąsiednich wzniesień oddzielają go doliny trzech potoków: Lipianský potok, Lúčanka i Kalinovsky potok. W większości porasta go las. Ale na płaskim grzbiecie jest kilka polan, bezleśna, pokryta łąkami jest także dolna część południowo-zachodnich zboczy opadająca do zabudowanych rejonów wsi Kamenica. Nie poprowadzono nim znakowanych szlaków turystycznych, ale jest kilka dróg i ścieżek.